# یک آمریکایی در پاریس
یک آمریکایی در پاریس (به انگلیسی: An American in Paris) فیلمی موزیکال رنگی و ۱۱۳ دقیقه‌ای به کارگردانی وینسنت مینلی و با بازی جین کلی، لزلی کارون و اسکار لونت محصول سال ۱۹۵۱ کشور ایالات متحده است. فیلم یک آمریکایی در پاریس یکی از فیلم‌های مهم دوره پس از جنگ جهانی دوم است.
داستان این فیلم نوشته آلن جی لرنر بود. این فیلم در سال ۱۳۴۴ (۱۹۶۵) در ایران به‌نمایش درآمد.

## خلاصه داستان
یک آمریکایی در پاریس سرگذشت یک سرباز آمریکایی به نام "جری مالیگان" (جین کلی) است که در سال ۱۹۴۵ پس از بازگشت به پاریس از خدمت سربازی در جنگ جهانی دوم به‌شغل آزاد نقاشی که حرفه اوست می‌پردازد. دوست او "آدام کوک" (اسکار لوانت) پیانیست ارکستری است که پاریس را خوب می‌شناسد. "جری" به جز نقاشی در رشته آواز و رقص نیز استعداد شایانی داشته و به‌طور کلی آماتوری است که برای شناساندن هنر خود از هیچ کاری دریغ ندارد. "میلو رابرتس" (نینا فوچ) زن ثروتمند و علاقه‌مند به حمایت از هنرمندان، جری را کشف می‌کند. "جری" چندان مایل به جبران این لطف با دل‌بستگی‌های عاطفی نیست. جری در خلال کار با دخترک زیبا چهره‌ای به‌نام "لیز" (لزلی کارون) آشنا شده و به او علاقه‌مند می‌شود اما "لیز" نامزد دوست "جری" است.

## درباره فیلم
یک آمریکایی در پاریس فیلمی است که کمپانی مترو گلدوین مایر در دوران طلائی‌اش در تمام جوانب ساخت یک فیلم موزیکال به‌دست آورده بود. ترانه‌های زیبای برادران گرشوین (الهام بخش اولیه اثر، قطعه‌ای ارکسترال از جرج گرشوین با همین نام است)، فیلم‌نامه پر از نکته سنجی لرنر، فیلم‌برداری چشم‌گیر گیلکس و آلتون و طراحی رقص بی‌پروای کلی طرح کلیشه‌ای بودن طرح داستان را پنهان می‌کنند. باله رویائی هفده دقیقه‌ای پایانی که صحنه‌پردازی (کار ای. پرسیتون ایمز و سدریک گیبنز) و لباس‌ها و در آن الهام گرفته از نقاشی‌های معروف امپرسیونیستی هستند، نبوغ مطلق را نشان می‌دهد.

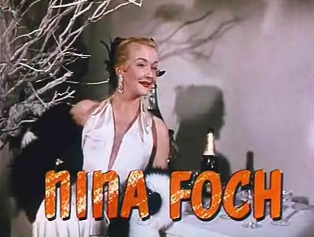
نینا فوچ

یک آمریکایی در پاریس یک اثر بزرگ موزیکال کلاسیک می‌باشد و از دیدگاه رقص‌های استپ و بالت و جالب توجه‌تر از همه، موزیک‌های خود حائز ارزش فراوانی است و بایستی به‌عنوان یک شاهکار زنده و گران‌بهای سینمایی تلقی شود. موزیکال‌های جرج گرشوین، آهنگساز معروف آمریکایی روح و نشاط عجیبی به این فیلم بخشیده به‌طوری‌که تماشاچی هنگام شنیدن نغمات موسیقی آن خود را میان صحنه‌های مجلل و با شکوه آن می‌پندارد و تصور می‌کند که پابپای هنرمندان بالت و رقص‌های گوناگو فیلم جلو می‌رود و می‌توان گفت از بزرگترین آثار گرشوین برای فیلم یک آمریکایی در پاریس استفاده شده و به‌قدری تم موزیک‌ها قوی است که به‌نظر می‌آید روح گرشوین نیز در همراهی صحنه‌ها شرکت دارد.
جین کلی هنرمند شهیر که شاید بتوان او را نابغه رقص قلمداد کرد باتفاق لزلی کارون رقاصه و بالرین معروف فرانسوی به صحنه‌های کلاسیک فیلم مذکور به‌طوری جان بخشیده که جای هرگون تعریف و توصیفی را خالی می‌گذارد. یک هنرمند دیگر آمریکایی که از پیانیست‌های بزرگ کشورش می‌باشد. یعنی اسکار لوانت در اواسط فیلم فوق در عالم خیال انجام می‌دهد از جمله صحنه‌های فراموش نشدنی آثار سینمائی است.
وینسنت مینلی ابداعات جدیدی برای این فیلم نمود. دکورهای زیبا و مجلل، رنگ‌آمیزی‌های مطبوع و یک تکنیک بسیار قوی امتیازاتی است که باعش شده این‌قدر درباره یک آمریکایی در پاریس بحث و تعریف شود. فیلم‌برداری و طریقه حرکت دوربین در کلیه صحنه‌های این فیلم به‌طرزی صورت گرفته به‌طوری چشمان تماشاچی را برای مشاهده صحنه هدایت می‌کند که ابداً متوجه گذشت زمان و جریانات فیلم نمی‌شود و حس می‌کند که خود او قهرمان فیلم می‌باشد. مونتاژ صحنه‌های معمولی یک فیلم با مونتاژ صحنه‌های رقص و آکسیون کاریست که هر کسی از عهده آن بر نمی‌آید و کسی که مونتاژ فیلم یک آمریکایی در پاریس را انجام داده از هنرمندان و متخصصین این فن می‌باشد. مونتاژ صحنه‌های رقص و بالت آخر این فیلم در دکوری مانند میدان "کنکورد" واقع در پاریس انجام شده است

## بازیگران
پرسوناژهای اصلی فیلم یک آمریکایی در پاریس که رل‌ها حساس را بازی می‌کنند عبارتند از ۵ نفر که دو نفر آنان زن و سایرین مرد می‌باشند. از مردها اولی "جری" (جین کلی) آمریکایی است و دومی پیانیست (اسکار لوانت) باذوقی است که از دوستان "جری" به‌شمار می‌رود و در همسایگی او منزل دارد. سومی هم یک خواننده فرانسوی موسوم به "هانری بورل" (ژرژ گیتاری) می‌باشد که مورد محبوبیت عامه مردم پاریس است. دو پرسوناژ زن نیز عبارتند از "مادموازل لیز" (لزلی کارون) نامزد مسیو "بورل" که در ضمن به عشق "جری" گرفتار آمده و دیگری "مادام میلو" (نینا فوچ)، آمریکایی است و از دوستان "جری" محسوب می‌گردد.

## جوایز افتخارات
جوایز اسکار
1. برنده جایزه اسکار بهترین فیلم - آرتور فرید
2. برنده جایزه اسکار بهترین طراحی صحنه، رنگی- ای. پرسیتون ایمز، سدریک گیبنز، F. Keogh Gleason و ادوین بی. ویلیس
3. برنده جایزه اسکار بهترین فیلمبرداری - جان آلتون و آلفرد گیلگز
4. برنده جایزه اسکار بهترین طراحی لباس - اوری-کلی والتر پلانکت و آیرین شرف
5. برنده جایزه اسکار بهترین موسیقی فیلم (موزیکال) - سال چاپلین و جانی گرین
6. برنده جایزه اسکار بهترین فیلم‌نامه غیراقتباسی - آلن جی لرنر
7. نامزد جایزه اسکار بهترین کارگردانی - وینسنت مینلی
8. نامزد جایزه اسکار بهترین تدوین فیلم - آدرین فازان
9. برنده جایزه اسکار افتخاری

جوایز گلدن گلوب
1. برنده جایزه گلدن گلوب بهترین فیلم موزیکال یا کمدی -
2. برنده جایزه گلدن گلوب بهترین کارگردانی - وینسنت مینلی
3. برنده جایزه گلدن گلوب بهترین بازیگر مرد فیلم موزیکال یا کمدی - جین کلی

بنیاد فیلم آمریکا
1. ۱۰۰ سال... ۱۰۰ آهنگ به انتخاب بفا